# آگوستین آرانزابال
آگوستین آرانزابال (به اسپانیایی: Agustín Aranzábal) بازیکن فوتبال اهل اسپانیا است که از سال ۱۹۹۵ تا ۲۰۰۳ میلادی عضو تیم ملی فوتبال اسپانیا بوده و در ۲۸ بازی ملی حضور داشته‌است. او در بازی‌های ملی‌اش گلی به ثمر نرساند.